# 圣格雷戈里奥-马尼奥
圣格雷戈里奥-马尼奥（義大利語：San Gregorio Magno），是意大利萨莱诺省的一个市镇。总面积49平方公里，人口4524人，人口密度92.3人/平方公里（2009年）。ISTAT代码为065120。